# Joachim Ouédraogo
Joachim Hermenegilde Ouédraogo (ur. 18 marca 1962 w Rouko) – burkiński duchowny rzymskokatolicki, od 2011 biskup Koudougou.

## Życiorys
Święcenia kapłańskie przyjął 6 lipca 1991 i został inkardynowany do diecezji Ouahigouya. Po krótkim stażu duszpasterskim rozpoczął pracę w niższym seminarium diecezjalnym, zaś w latach 1995–1998 był biskupim sekretarzem. Po odbyciu w latach 1998–2000 studiów w Rzymie został mianowany rektorem niższego seminarium oraz wikariuszem generalnym diecezji.
20 listopada 2004 papież Jan Paweł II mianował go biskupem nowo powstałej diecezji Dori. Sakry biskupiej udzielił mu bp Philippe Ouédraogo.
4 listopada 2011 otrzymał nominację na urząd biskupa Koudougou, zaś ingres odbył się 17 grudnia 2011.
W latach 2013–2019 pełnił funkcję wiceprzewodniczącego burkińsko-nigerskiej Konferencji Episkopatu.